# Норт-Ванкувер
Норт-Ванкувер (англ. North Vancouver) — місто в Канаді, у провінції Британська Колумбія, у складі регіонального округу Метро-Ванкувер.

## Населення
За даними перепису 2016 року, місто нараховувало 52898 осіб, показавши зростання на 9,8%, порівняно з 2011-м роком. Середня густина населення становила 4 465,1 осіб/км².
З офіційних мов обидвома одночасно володіли 5 005 жителів, тільки англійською — 46 635, тільки французькою — 20, а 855 — жодною з них. Усього 16655 осіб вважали рідною мовою не одну з офіційних, з них 10 — одну з корінних мов, а 75 — українську.
Працездатне населення становило 70,3% усього населення, рівень безробіття — 5% (4,8% серед чоловіків та 5,2% серед жінок). 84,6% осіб були найманими працівниками, а 14,1% — самозайнятими.
Середній дохід на особу становив $49 887 (медіана $36 973), при цьому для чоловіків — $57 677, а для жінок $42 967 (медіани — $42 233 та $33 367 відповідно).
24,8% мешканців мали закінчену шкільну освіту, не мали закінченої шкільної освіти — 8,4%, 66,8% мали післяшкільну освіту, з яких 53,9% мали диплом бакалавра, або вищий, 510 осіб мали вчений ступінь.
| Статево-вікова структура населення | Статево-вікова структура населення | Статево-вікова структура населення | Статево-вікова структура населення | Статево-вікова структура населення |
| ---------------------------------- | ---------------------------------- | ---------------------------------- | ---------------------------------- | ---------------------------------- |
|                                    |                                    |                                    |                                    |                                    |
| Всього                             | Всього                             | 47,5%52,5%                         |                                    |                                    |
| 0 — 14 років                       | 0 — 14 років                       |                                    | 13,4%                              | 13,4%                              |
| 15 — 64 років                      | 15 — 64 років                      |                                    | 70,5%                              | 70,5%                              |
| 65 і більше                        | 65 і більше                        |                                    | 16,1%                              | 16,1%                              |
| 85 і більше                        | 85 і більше                        |                                    | 2,1%                               | 2,1%                               |
| 100 і більше                       | 100 і більше                       |                                    | 0%                                 | 0%                                 |
| Середній вік (років)               | Середній вік (років)               | 40,843,2                           | 42,1                               | 42,1                               |
| Медіана (років)                    | Медіана (років)                    | 40,743,6                           | 42,2                               | 42,2                               |
| — чоловіки — жінки                 |                                    |                                    |                                    |                                    |

| Походження мешканців:     | Походження мешканців:     | Походження мешканців: | Походження мешканців: | Походження мешканців: |
| ------------------------- | ------------------------- | --------------------- | --------------------- | --------------------- |
| Походження                |                           |                       | осіб                  | %                     |
| Корінні американці        | Корінні американці        |                       | 1 650                 | 3.16%                 |
| Інше північноамериканське | Інше північноамериканське |                       | 9 295                 | 17.81%                |
| Європейське               | Європейське               |                       | 34 040                | 65.23%                |
| британське                | британське                |                       | 22 755                | 43.6%                 |
| французьке                | французьке                |                       | 3 965                 | 7.6%                  |
| українське                | українське                |                       | 1 795                 | 3.44%                 |
| Латинськоамериканське     | Латинськоамериканське     |                       | 1 395                 | 2.67%                 |
| Карибське                 | Карибське                 |                       | 355                   | 0.68%                 |
| Африканське               | Африканське               |                       | 1 025                 | 1.96%                 |
| Азійське                  | Азійське                  |                       | 16 155                | 30.96%                |
| Океанійське               | Океанійське               |                       | 525                   | 1.01%                 |

| Зайнятість населення за галузями (за класифікацією NOC): | Зайнятість населення за галузями (за класифікацією NOC): | Зайнятість населення за галузями (за класифікацією NOC): | Зайнятість населення за галузями (за класифікацією NOC): | Зайнятість населення за галузями (за класифікацією NOC): |
| -------------------------------------------------------- | -------------------------------------------------------- | -------------------------------------------------------- | -------------------------------------------------------- | -------------------------------------------------------- |
|                                                          |                                                          |                                                          |                                                          |                                                          |
| Управління                                               | Управління                                               |                                                          | 12,7%                                                    | 12,7%                                                    |
| Бізнес, фінанси та адміністрування                       | Бізнес, фінанси та адміністрування                       |                                                          | 17,2%                                                    | 17,2%                                                    |
| Природничі та прикладні науки                            | Природничі та прикладні науки                            |                                                          | 8,6%                                                     | 8,6%                                                     |
| Охорона здоров'я                                         | Охорона здоров'я                                         |                                                          | 6,7%                                                     | 6,7%                                                     |
| Освіта, правозахист, муніципальні та урядові служби      | Освіта, правозахист, муніципальні та урядові служби      |                                                          | 11,9%                                                    | 11,9%                                                    |
| Мистецтво, культура, відпочинок та спорт                 | Мистецтво, культура, відпочинок та спорт                 |                                                          | 5,7%                                                     | 5,7%                                                     |
| Роздрібна торгівля та послуги                            | Роздрібна торгівля та послуги                            |                                                          | 25,2%                                                    | 25,2%                                                    |
| Гуртова торгівля, транспорт та обладнання                | Гуртова торгівля, транспорт та обладнання                |                                                          | 9,5%                                                     | 9,5%                                                     |
| Природні ресурси, сільське господарство                  | Природні ресурси, сільське господарство                  |                                                          | 1,2%                                                     | 1,2%                                                     |
| Виробництво                                              | Виробництво                                              |                                                          | 1,3%                                                     | 1,3%                                                     |

## Клімат
Середня річна температура становить 9,9°C, середня максимальна – 20,3°C, а середня мінімальна – -1,4°C. Середня річна кількість опадів – 2 191 мм.
| Клімат поселення                              | Клімат поселення | Клімат поселення | Клімат поселення | Клімат поселення | Клімат поселення | Клімат поселення | Клімат поселення | Клімат поселення | Клімат поселення | Клімат поселення | Клімат поселення | Клімат поселення | Клімат поселення |
| Показник                                      | Січ.             | Лют.             | Бер.             | Квіт.            | Трав.            | Черв.            | Лип.             | Серп.            | Вер.             | Жовт.            | Лист.            | Груд.            |                  |
| Середній максимум, °C                         | 7,26             | 9,05             | 10,65            | 13,14            | 16,48            | 19,18            | 19,83            | 20,30            | 17,49            | 12,75            | 8,61             | 5,98             |                  |
| Середня температура, °C                       | 2,96             | 4,74             | 6,34             | 8,85             | 12,19            | 14,87            | 17,17            | 17,65            | 14,83            | 10,09            | 5,94             | 3,31             |                  |
| Середній мінімум, °C                          | −1,36            | 0,45             | 2,05             | 4,55             | 7,89             | 10,56            | 14,53            | 14,97            | 12,18            | 7,46             | 3,29             | 0,63             |                  |
| Норма опадів, мм                              | 302              | 208              | 204              | 162              | 121              | 97               | 63               | 66               | 87               | 229              | 365              | 287              |                  |
| Середньомісячна швидкість вітру, м/с          | 3.26             | 3.17             | 3.24             | 3.06             | 2.94             | 2.94             | 2.83             | 2.58             | 2.39             | 2.66             | 3.26             | 3.37             |                  |
| Середньомісячна сонячна радіація, кДж/м²·день | 3064             | 5954             | 9839             | 15019            | 18591            | 19944            | 21250            | 18165            | 13022            | 7031             | 3494             | 2413             |                  |
| --------------------------------------------- | ---------------- | ---------------- | ---------------- | ---------------- | ---------------- | ---------------- | ---------------- | ---------------- | ---------------- | ---------------- | ---------------- | ---------------- | ---------------- |
| Джерело:                                      |                  |                  |                  |                  |                  |                  |                  |                  |                  |                  |                  |                  |                  |